# 수상한 휴가
《수상한 휴가》는 2016년 5월 2일부터 2016년 9월 26일까지 방송된 예능 프로그램이다.

## 기획 의도
해외에서 겪는 웃지 못할 돌발 상황 & 현지인들과의 교감등을 담은 이색 해외 체험 스토리 프로그램.

## 방송 시간
| 방송 채널 | 방송 기간                        | 방송 시간                        | 방송 분량 | 비고      |
| --------- | -------------------------------- | -------------------------------- | --------- | --------- |
| KBS 2TV   | 2016년 5월 2일 ~ 2016년 9월 26일 | 매주 월요일 저녁 8:55 ~ 밤 10:00 | 1시간 5분 | 독립 편성 |

## 방송 회차
| 회차   | 방송일          | 제목 (원제)                           |
| ------ | --------------- | ------------------------------------- |
| 1회    | 2016년 5월 2일  | 조연우&이승준의 인도네시아            |
| 2회    | 2016년 5월 9일  | 조연우&이승준의 인도네시아            |
| 3회    | 2016년 5월 16일 | 오민석&전석호의 칠레                  |
| 4회    | 2016년 5월 23일 | 오민석&전석호의 칠레                  |
| 5회    | 2016년 5월 30일 | 최여진&이시영의 인도                  |
| 6회    | 2016년 6월 13일 | 최여진&이시영의 인도                  |
| 7회    | 2016년 6월 20일 | 김승수&손진영의 탄자니아              |
| 8회    | 2016년 7월 4일  | 김승수&손진영의 탄자니아              |
| 9회    | 2016년 7월 11일 | 류승수&조동혁의 모로코                |
| 10회   | 2016년 7월 18일 | 류승수&조동혁의 모로코                |
| 11회   | 2016년 7월 25일 | god (박준형)&엠블랙 (미르)의 스리랑카 |
| 12회   | 2016년 8월 1일  | god (박준형)&엠블랙 (미르)의 스리랑카 |
| 13회   | 2016년 8월 8일  | 김강우&임형준의 그린란드              |
| 14회   | 2016년 8월 22일 | 김강우&임형준의 그린란드              |
| 15회   | 2016년 9월 5일  | 정진운&빈지노의 멕시코                |
| 16회   | 2016년 9월 12일 | 정진운&빈지노의 멕시코                |
| 17회   | 2016년 9월 19일 | NS윤지&레인보우 (김재경)의 스위스     |
| 18회   | 2016년 9월 26일 | NS윤지&레인보우 (김재경)의 스위스     |
| 스페셜 | 2016년 10월 3일 | 하이라이트 방송                       |

## 시청률
- AGB 닐슨 미디어리서치

| 회차   | 방송 일자       | 전국 시청률(증감치) |
| ------ | --------------- | ------------------- |
| 1회    | 2016년 5월 2일  | 3.4%                |
| 2회    | 2016년 5월 9일  | 2.5% (-0.9)         |
| 3회    | 2016년 5월 16일 | 3.3% (+0.8)         |
| 4회    | 2016년 5월 23일 | 3.4% (+0.1)         |
| 5회    | 2016년 5월 30일 | 4.5% (+1.1)         |
| 6회    | 2016년 6월 13일 | 4.3% (-0.2)         |
| 7회    | 2016년 6월 20일 | 3.8% (-0.5)         |
| 8회    | 2016년 7월 4일  | 3.4% (-0.4)         |
| 9회    | 2016년 7월 11일 | 2.9% (-0.5)         |
| 10회   | 2016년 7월 18일 | 3.4% (+0.5)         |
| 11회   | 2016년 7월 25일 | 3.1% (-0.3)         |
| 12회   | 2016년 8월 1일  | 2.5% (-0.6)         |
| 13회   | 2016년 8월 8일  | 5.1% (+2.6)         |
| 14회   | 2016년 8월 22일 | 2.9% (-2.2)         |
| 15회   | 2016년 9월 5일  | 2.9%                |
| 16회   | 2016년 9월 12일 | 2.5% (-0.4)         |
| 17회   | 2016년 9월 19일 | 3.7% (+1.2)         |
| 18회   | 2016년 9월 26일 | 3.4% (-0.3)         |
| 스페셜 | 2016년 10월 3일 | 3.7% (+0.3)         |

## 같이 보기
- 어서옵SHOW

## 결방 및 편성 변경 안내
- 2016년 6월 6일 : 현충일 특선영화 <연평해전> 방송
- 2016년 6월 27일 : KBS 2TV 월화드라마 뷰티풀 마인드 1,2회 특별판 방송
- 2016년 8월 15일 : 리우 올림픽 중계방송
- 2016년 8월 29일 : KBS 2TV 월화드라마 구르미 그린 달빛 1,2회 특별판 방송